# Sparisoma rubripinne
Sparisoma rubripinne es una especie de peces de la familia Scaridae en el orden de los Perciformes.

## Morfología
• Los machos pueden llegar alcanzar los 47,8 cm de longitud total.

## Distribución geográfica
Se encuentra en el  Atlántico occidental (desde Massachusetts - Estados Unidos - y Bermuda hasta Río de Janeiro - Brasil -, incluyendo el Mar Caribe pero ausente en el Golfo de México) y al  Atlántico oriental (desde Senegal hasta el Golfo de Guinea).